# Camisano (Lombardia)
Camisano (lombardul: Camisà) település Olaszországban, Lombardia régióban, Cremona megyében. Lakosainak száma 1239 fő (2023. január 1.). Camisano Barbata, Casale Cremasco-Vidolasco, Casaletto di Sopra, Castel Gabbiano, Isso és Ricengo községekkel határos.

## Népesség
A település népességének változása:
| Lakosok száma | 1284 | 1268 | 1266 | 1239 |
|               | 2013 | 2017 | 2018 | 2023 |